# Shenyang
Shenyang (kineski: 沈阳, mandžurski: Mukden) ili Shengjing (盛京), poznat i kao Fengtian (kineksi: 奉天; pinyin: Fèngtiān), je grad na sjeveroistoku Kine u tradicionalnoj regiji Mandžuriji. Glavni je grad kineske pokrajine Liaoning. Shenyang je značajan industrijski i prometni centar sjeveroistočne Kine. 

## Zemljopis
Shenyang se nalazi u aluvijalnoj (riječnoj) dolini koju je stvorila rijeka Liao. Grad leži na rijeci Hun, glavnom pritoku rijeke Liao. Istočno od grada je šumovita planina Changbai. Shenyang je glavno prometno čvorište južne Mandžurije gdje se sijeku ceste koje vode prema Pekingu, sjeveru Mandžurije i Sjevernoj Koreji.
Klima je vlažna kontinentalna. Ljeta su vruća i vlažna (do grada dopire utjecaj monsuna), a zime hladne i suhe (zbog utjecaja sibirske anticiklone). Vrlo su izražena godišnja doba.

## Povijest
U mlađem kamenom dobu je na prostoru Shenyanga postojala kultura Xinle. Shenyang je oko 300. pr. Kr. utemeljio general Qin Kai iz države Yan u razdoblju kad je Kina bila podijeljena na više država koje su međusobno ratovale (razdoblje ratujućih država). Grad je nazvan Hou. Ime Shenyang je dobio u doba dinastije Ming.
Godine 1625. ga je svojom prijestolnicom proglasio Nurhaci, vođa Mandžurije koji će kasnije osvojiti cijelu Kinu i utemeljiti dinastiju Qing. Grad je nazvan Shengjing i bio je glavni grad dinastije Qing do selidbe u Peking 1644. U njemu je ostala carska palača i riznica. 1657. je u prostoru Shenyanga osnovana prefektura Fengtian.
Početkom 20. st. slabi snaga Kine, a jača interes Rusije i Japana za Mandžurijom bogatom ugljenom i sirovinama. Godine 1905. je kod Shenyanga vođena Bitka kod Mukdena, odlučujuća bitka Rusko-japanskog rata. Zbog japanske pobjede je Mandžurija došla pod japanski gospodarski utjecaj i sagrađena je Južna mandžurijska željeznica. Shengjin se od 1914. ponovo zove Shenyang. Bio je jedna od postaja na Južnoj mandžurijskoj željeznici i nakon toga brzo raste. U njemu se razvija industrija i postaje gospodarski centar.
Godine 1931. su japanski oficiri kod Shenyanga minirali dio pruge i okrivili Kineze za pokušaj uništavanja pruge. To je bio povod Japanu da napadne Mandžuriju i stvori Mandžukuo, posebnu državu pod japanskom okupacijom. Tijekom japanske okupacije se Shenyang zvao Fengtian i bio značajan industrijsko središte. Godine 1945. su grad zauzele sovjetske snage nakon čega je prešao u ruke kineskih nacionalista. Tijekom Kineskog građanskog rata je bio baza Kuomintanga, a komunisti su ga zauzeli 1948. I u doba komunističke vlasti se Shenyang razvija kao značajan industrijski centar. Tijekom 1970-ih godina je bio treći po snazi kineski industrijski centar (nakon Peking i Tianjina). Nakon 1990. se Kina gospodarski vrlo brzo razvija, ali slabi značenje Mandžurije koja od najrazvijenijeg postaje slabije razvijen dio Kine, te zbog toga slabi i gospodarsko značenje Shenyanga.

## Znamenitosti
Shenyang ima nekoliko znamenitosti koje su uvrštene na listu svjetske baštine UNESCO-a. Najvažnija je palača Mukden) koja je bila sjedište cara u doba dinastije Qing, a danas je muzej. Palača se sastoji od 114 građevina, izgrađenih od 1625. – 26., te 1783. godine. U njoj se nalazi važna knjižnica u kojoj je zabilježen nastanak posljednje kineske dinastije, prije nego što je preselila svoju prijestolnicu u Peking, čime se središte moći u Kini preselilo u središte države. Nakon toga je ova palača postala palačom-ljetnikovcem, a glavna rezidencija je bio Zabranjeni grad. Palače je svjedočanstvo izvanredne arhitekture i povijesti dinstije Qing, te kulturnih tradicija Mandžuraca i drugih naroda sjeverne Kine.
Na listi svjetske baštine su i grobnice careva dinastije Qing (Dongling-grobnica prvog cara Nurhacija i Zhaoling-grobnica drugog cara Huang Taijija smještena u parku Beiling).
Značajan je Svjetski hortikulturni izložbeni centar u kojem je 2006. Expo organizirao Međunarodnu hortikulturnu izložbu. Zanimljivi su ostaci pretpovijesne kulture Xinle za koje postoji poseban muzej.

## Uprava
Podpokrajinski grad Shenyang je podijeljen u 10 distrikta (区 qu), 1 samostalni gradski okrug  (市 shi) i 3 okruga (县 xian):
| Zemljovid          | #         | Ime      | Hanzi          | Pinyin  | Populacija (2010.) | Površina (km²) | Gustoća (st./km²) |
| ------------------ | --------- | -------- | -------------- | ------- | ------------------ | -------------- | ----------------- |
|                    |           |          |                |         |                    |                |                   |
| Gradsko područje   |           |          |                |         |                    |                |                   |
| 1.                 | Shenhe    | 沈河区   | Shěnhé Qū      | 713.569 | 18                 | 33.889         |                   |
| 2.                 | Heping    | 和平区   | Hépíng Qū      | 644.244 | 21                 | 30.476         |                   |
| 3.                 | Dadong    | 大东区   | Dàdōng Qū      | 704.872 | 51                 | 12.549         |                   |
| 4.                 | Huanggu   | 皇姑区   | Huánggū Qū     | 804.600 | 37                 | 20.270         |                   |
| 5.                 | Tiexi     | 铁西区   | Tiěxī Qū       | 849.813 | 39                 | 20.769         |                   |
| Predgrađa          |           |          |                |         |                    |                |                   |
| 6.                 | Sujiatun  | 苏家屯区 | Sūjiātún Qū    | 428.715 | 776                | 541            |                   |
| 7.                 | Dongling  | 东陵区   | Dōnglíng Qū    | 286.055 | 896                | 458            |                   |
| 8.                 | Shenbei   | 沈北新区 | Shěnběi Xīnqū  | 318.041 | 852                | 329            |                   |
| 9.                 | Yuhong    | 于洪区   | Yúhóng Qū      | 381.033 | 774                | 452            |                   |
| Satelitski gradovi |           |          |                |         |                    |                |                   |
| 10.                | Xinmin    | 新民市   | Xīnmín Shì     | 700.270 | 3.315              | 208            |                   |
| Sela               |           |          |                |         |                    |                |                   |
| 11.                | Liaozhong | 辽中县   | Liáozhōng Xiàn | 540.396 | 1.670              | 317            |                   |
| 12.                | Kangping  | 康平县   | Kāngpíng Xiàn  | 353.061 | 2.173              | 161            |                   |
| 13.                | Faku      | 法库县   | Fǎkù Xiàn      | 449.996 | 2.320              | 194            |                   |

## Gospodarstvo
Shenyang je industrijski centar prvenstveno koncentriran na tešku industriju (metalurgija, proizvodnja strojeva, dijelova za avione i automobile, vojna industrija). Takva industrija se temelji na prirodnim bogatstvima Mandžurije (ugljen, željezna ruda) i bila je najznačajnija tijekom većeg dijela 20. st., ali ne odgovara današnjim gospodarskim kretanjima. Zbog toga je Shenyang bio (uz ostatak Mandžurije) gospodarski najrazvijeniji dio Kine tijekom većeg dijela 20. st., ali danas mu gospodarsko značenje opada, dok raste značenje obalnog dijela Kine. Također teška industrija zagađuje okoliš i stvara ekološke probleme. Kineska vlada je prepoznala probleme, te je od 2003. pokrenula projekt revitalizacije sjeveroistočne Kine kojim pokušava uvesti modernu tehnologiju i modernizirati industriju.

## Zbratimljeni gradovi
| - Belfast Ujedinjeno Kraljevstvo (2016.) - Chuncheon Južna Koreja (1998.) - Chicago SAD (1985.) - Düsseldorf Njemačka (1985.) - Gongju Južna Koreja (1996.) - Gumi Južna Koreja (1999.) - Hamamatsu Japan (2010.) - Ho Ši Min Vijetnam (1999.) - Incheon Južna Koreja (2014.) - Irkutsk Rusija (1992.) - Katowice Poljska (2007.) - Kawasaki Japan (1981.) | - La Plata Argentina (2014.) - Novosibirsk Rusija (2013.) - Ostrava Češka (2006.) - Quezon City Filipini (1993.) - Ramat Gan Izrael (1993.) - Sapporo Japan (1980.) - Seongnam Južna Koreja (1998.) - Solun Grčka (2000.) - Torino Italija (1985.) - Ufa Rusija (2011.) - Yaoundé Kamerun (1998.) | Gradovi prijatelji - Pittsburg SAD - Marabá Brazil |